# 斯托克島 (佛羅里達州)
斯托克島（英語：Stock Island）是位於美國佛羅里達州門羅縣的一個人口普查指定地區。

## 地理
斯托克島的座標為24°34′12″N 81°44′15″W / 24.57000°N 81.73750°W，而該地最高點為海拔高度1米（即3英尺）。

## 人口
根據2010年美國人口普查的數據，斯托克島的面積為2.30平方千米，當中陸地面積為2.30平方千米，而水域面積為0.00平方千米。當地共有人口4410人，而人口密度為每平方千米1,917人。